# جندمار
جُندُمار أو (نقحرة: جوندومار) هي مدينة من مدن البرتغال. يبلغ عدد سكانها 168027 نسمة وذلك حسب إحصائيات سنة 2011. تبلغ مساحتها 131.86 كم².

## أعلام
- راؤول ألميدا
- فابيو سيلفا
- رومولو
- تياجو مايا
- أندريه سيلفا